# Essendon Football Club

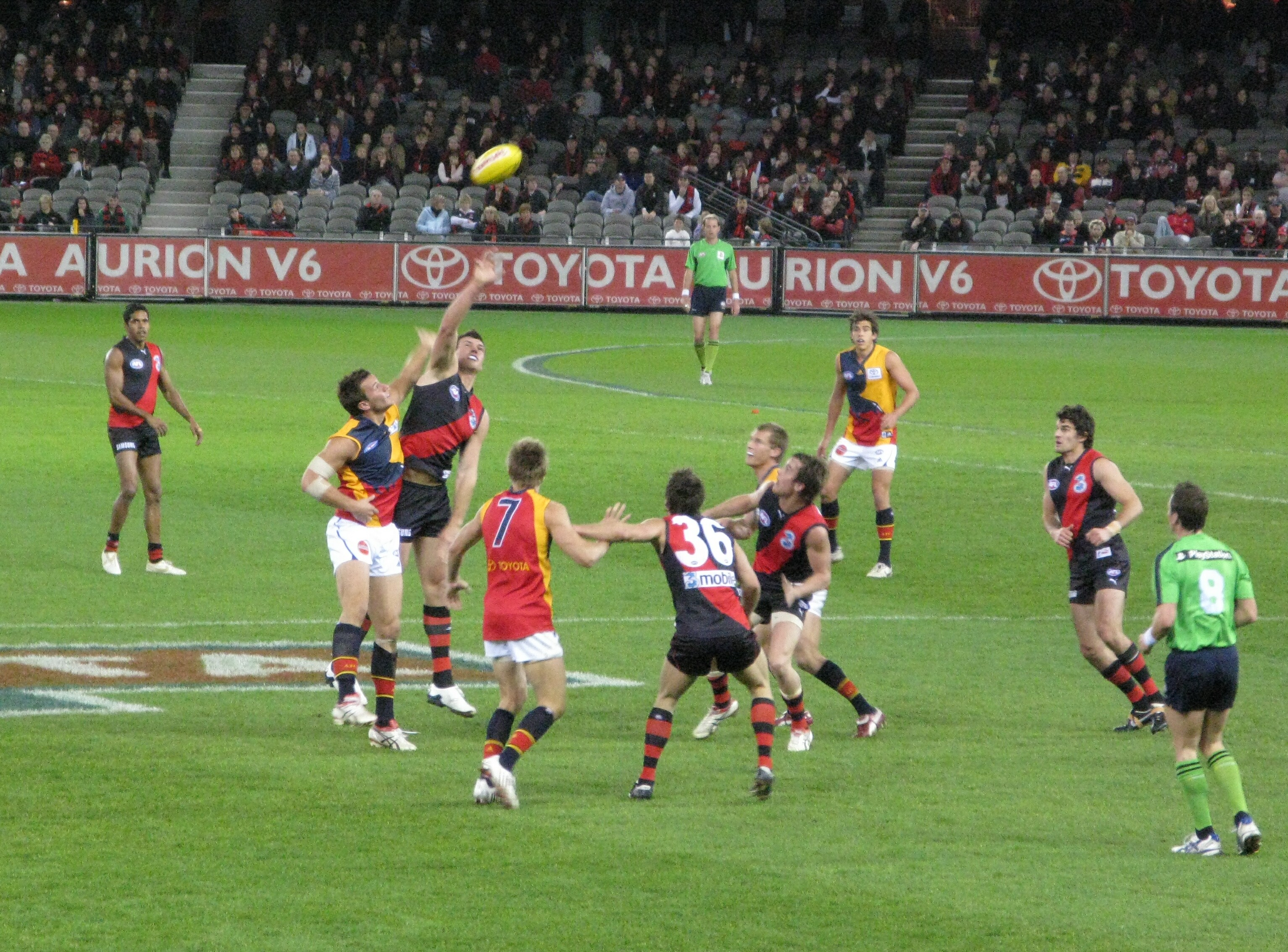
Essendon (in schwarz-rot) bei einem Spiel gegen Adelaide.

Der Essendon Football Club, auch bekannt als Essendon Bombers, ist ein Australian-Football-Verein aus Essendon, einem Stadtteil von Melbourne, der seit 1897 in der Australian Football League (damals noch Victorian Football League) spielt. Mit 16 Titeln sind die Bombers neben den Carlton Blues und den Collingwood Magpies das erfolgreichste Team der australischen Profiliga. Die Vereinsfarben sind Rot und Schwarz die Spielstätten sind das Etihad Stadium und der Melbourne Cricket Ground. Zuvor spielte Essendon bis 1921 im East Melbourne Cricket Ground und bis 1991 im Windy Hill in Essendon. Letzteres dient heute noch als Trainingsstätte des Clubs.

## Geschichte
Der Essendon Football Club wurde 1872 gegründet und gehörte zu den Vereinen der Premierensaison der VFL 1897, in der sie auf Anhieb den Meistertitel gewinnen konnten. Weitere Titel folgten 1901, 1911 und 1912. 1921 zogen die Bombers vom East Melbourne Cricket Ground ins Windy Hill, wo sie bis 1991 ihre Heimspiele austrugen. Zwei Jahre nach dem Umzug konnte 1923 der nächste Meisterschaftsgewinn gefeiert werden. Ein Jahr später wurde der Titel erfolgreich verteidigt. Es folgten zwei weitere Teilnahmen in den Finals, ehe eine lange Durststrecke mit 13 verpassten Finals und einem Wooden Spoon als schlechtestes Team einsetzte, aus der sich Essendon erst 1940 befreien konnte. 1942 gewannen die Bombers erneut die Meisterschaft, nachdem sie bereits 1941 im Grand Final gescheitert waren. 1943 standen sie ebenfalls im Endspiel um den Titel, verloren dort jedoch gegen Richmond.
Zwischen 1946 und 1951 schaffte der Verein sechsmal in Folge den Einzug ins Grand Final, wobei sie drei Titel erringen konnten. Es folgten wechselhafte Leistungen über die nächsten Jahre, ehe 1962 der erneute Titelgewinn gelang, der 1965 wiederholt werden konnte. Anschließend geriet Essendon in eine erneute Krise, als zwischen 1967 und 1980 nur dreimal die Finals erreicht werden konnten, wobei jedoch kein Titel errungen wurde. 1984 und 1985 gelangen schließlich erneute Titelgewinne.
Im Premierenjahr der AFL 1990 erreichte Essendon das Grand Final, welches jedoch verloren wurde. 1993 gelang schließlich der erste Gewinn der neuen AFL, der 2000 wiederholt werden konnte. Seit 2000 sind die Bombers jedoch ohne Titel und erreichten seitdem nur sehr selten die Finals.

## Erfolge
- Meisterschaften (16): 1897, 1901, 1911, 1912, 1923, 1924, 1942, 1946, 1949, 1950, 1962, 1965, 1984, 1985, 1993, 2000
- Vize-Meisterschaften (14): 1898, 1902, 1908, 1941, 1943, 1947, 1948, 1951, 1957, 1959, 1968, 1983, 1990, 2001
- McClelland Trophies (9): 1951, 1953, 1957, 1968, 1990, 1993, 1999, 2000, 2001